# Ндикумана, Хамад
Хамад Ндикумана (руанда Hamad Ndikumana; 5 октября 1978, Кигали, Руанда — 15 ноября 2017, там же) — руандийский футболист, защитник. Был известен благодаря своим силовым приёмам и подкатам на поле.

## Карьера

### Клубная
Карьеру начал в руандийской команде «Район Спорт», некоторое время играл в команде третьего дивизиона Бурунди «Рейнджерс» (Бужумбура). В Европе выступал в чемпионатах Бельгии и Кипра, самым известными клубами в его карьере были «Гент» и «Анортосис».

### В сборной
В сборной сыграл 25 игр, забил один гол. Участвовал в Кубке африканских наций 2004 года, был признан лучшим игроком команды на турнире.